# Fritz Klein

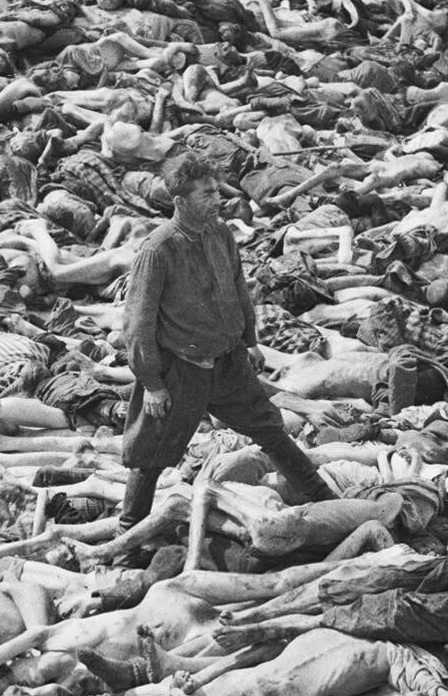
Fritz Klein v hromadném hrobě v koncentračním táboře Bergen-Belsen po jeho osvobození v dubnu 1945

Fritz Klein (24. listopadu 1888 Feketehalom – 13. prosince 1945 Hameln) byl během druhé světové války německý nacistický lékař odsouzený k smrti za válečné zločiny spáchané v koncentračním táboře Bergen-Belsen během holocaustu.

## Biografie
Klein se narodil ve městě Feketehalom, Rakousko-Uhersko (dnes Codlea ve středním Rumunsku). Studoval medicínu na univerzitě v Budapešti a studium ukončil po první světové válce. Žil a pracoval jako lékař v Sedmihradsku. Klein byl považován za Volksdeutsche, tedy za Němce, který žil v Evropě mimo státy s německou majoritou. V roce 1939 byl jako rumunský občan naverbován do rumunské armády, kde v roce 1941 po vypuknutí války se Sovětským svazem sloužil jako záchranář na východní frontě. V květnu 1943 Ion Antonescu vyhověl žádosti Hitlera o vydání Němců. Němci v rumunské armádě byli přeřazeni do armády německé. Klein se stal vojákem ve Waffen-SS, byl zařazen do jednotek SS a byl vyslán do Jugoslávie.
Dne 15. prosince 1943 dorazil do koncentračního tábora Osvětim, kde nejprve sloužil jako táborový lékař v ženském táboře v Birkenau. Následně působil jako táborový lékař v cikánském táboře. Účastnil se také četných selekcí na rampě při příjezdu vlaků. V prosinci 1944 byl převelen do koncentračního tábora Neuengamme, odkud byl v lednu 1945 poslán do koncentračního tábora Bergen-Belsen pod velením Josefa Kramera.

## Poválečné období
Po osvobození tábora Brity pomáhal při jeho předávání britským jednotkám. Klein byl uvězněn a nucen pomoci pohřbít všechny nepochované mrtvoly v masových hrobech.
Na otázku jak by obhájil své činy před svými etickými povinnostmi lékaře Klein prohlásil: „Moje Hippokratova přísaha mi říká, abych z lidského těla vyřízl infekci. Židé jsou infekcí lidstva. Proto jsem je vyřízl.“
Klein a dalších 44 osob z táborového personálu byli souzeni v procesu Bergen-Belsen britským vojenským soudem v Lüneburgu. Soud trval od září do listopadu 1945. Během soudního procesu Anita Laskerová dosvědčila, že se Klein zúčastnil selekcí osob do plynových komor.
Byl odsouzen k smrti a oběšen 13. prosince 1945 ve vezení v Hamelnu.